# Grúz Állami Művészeti Múzeum
A Grúz Állami Művészeti Múzeum (grúzul: საქართველოს ხელოვნების მუზეუმი) Grúzia egyik vezető múzeuma Tbilisziben. Körülbelül 140 000, a grúz, orosz, európai (német, holland, olasz) és a szomszédos országok (különösen Irán) művészeti alkotásai kiemelkedő gyűjteményének ad otthont.

## Története

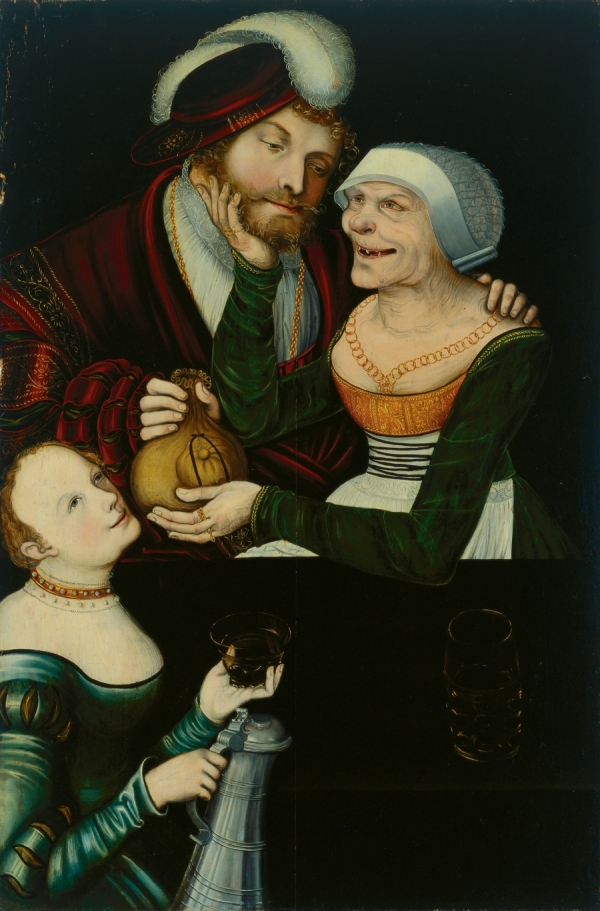
idősebb Lucas Cranach 16. századi festményét ellopták, és egy évtizedig eltűnt, egészen 2004-ig, amikor visszakerült a múzeumba.

A mai múzeum elődje, a Nemzeti Művészeti Galéria nyugati műveltségű fiatal grúz művészek erőfeszítésével nyílt meg Tbilisziben 1920. február 1-jén. Ebből nőtt ki a Központi Szépművészeti Múzeum, amelyet 1923 augusztusában nyitottak meg. További anyagok különböző kisebb gyűjteményekből származtak. 1932 végén a múzeumot áthelyezték az óváros központjába, a 13. századi Metekhi templom helyére.
1945-ben, a szovjet és a francia kormány közötti különleges megállapodást követően a grúz nemzeti kincstárat alkotó számos műalkotás – kéziratok, fémtárgyak, ékszerek, zománcok, festmények –  visszakerültek Tbiliszibe, és hozzáadták a múzeum gyűjteményéhez. A gyűjtemény kialakításában fontos szerepet játszott a kiváló grúz művészettörténész, Salva Amiranasvili (akiről a múzeumot később elnevezték), aki több mint harminc évig volt a múzeum élén.
A múzeum 1950-ben kapta hivatalosan a Grúziai Művészeti Múzeum nevet, ugyanabban az évben, amikor átköltözött a mostani helyére. Az 1838-ban neoklasszikus stílusban épült épületben a cári orosz korszakban teológiai szeminárium működött.
A múzeum 2004 végén került több más múzeummal közös igazgatás alá, létrehozva a Grúz Állami Nemzeti Múzeumot.

## Gyűjtemények
A múzeumépület tágas termeiben található az állandó gyűjtemény, amely grúz, keleti, orosz és európai művészet szekcióiból áll.
A múzeum gyűjteményei közül a legfontosabb természetesen a grúz művészet, amely a nemzeti művészeti kultúra fejlődését mutatja be sok évszázadon keresztül az ókortól napjainkig. A keleti rész következik méretét és fontosságát tekintve, és az egyik legnagyobb a posztszovjet országokban. A keleti gyűjtemény talán legjelentősebb részét a perzsa képzőművészet darabjai alkotják. Számos perzsa udvari művész miniatúráját tartalmazza: udvari szépségek képeit, sahok és nemesek portréit.
A múzeumban gyakran rendeznek időszaki kiállításokat más hazai és külföldi gyűjtemények alkotásaiból.

## Képaléria

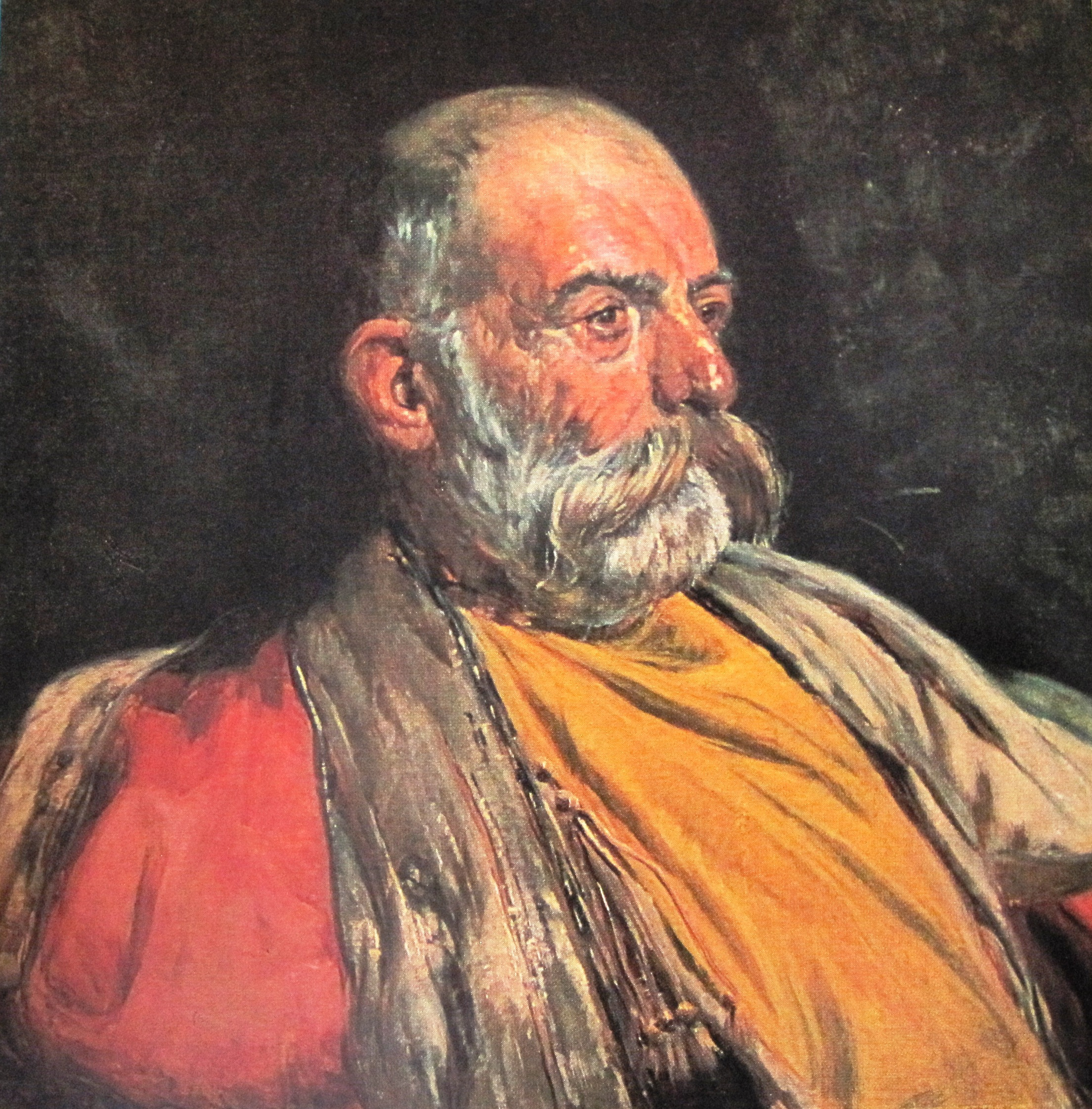
Gigo Gabasvili: Egy herceg portréja
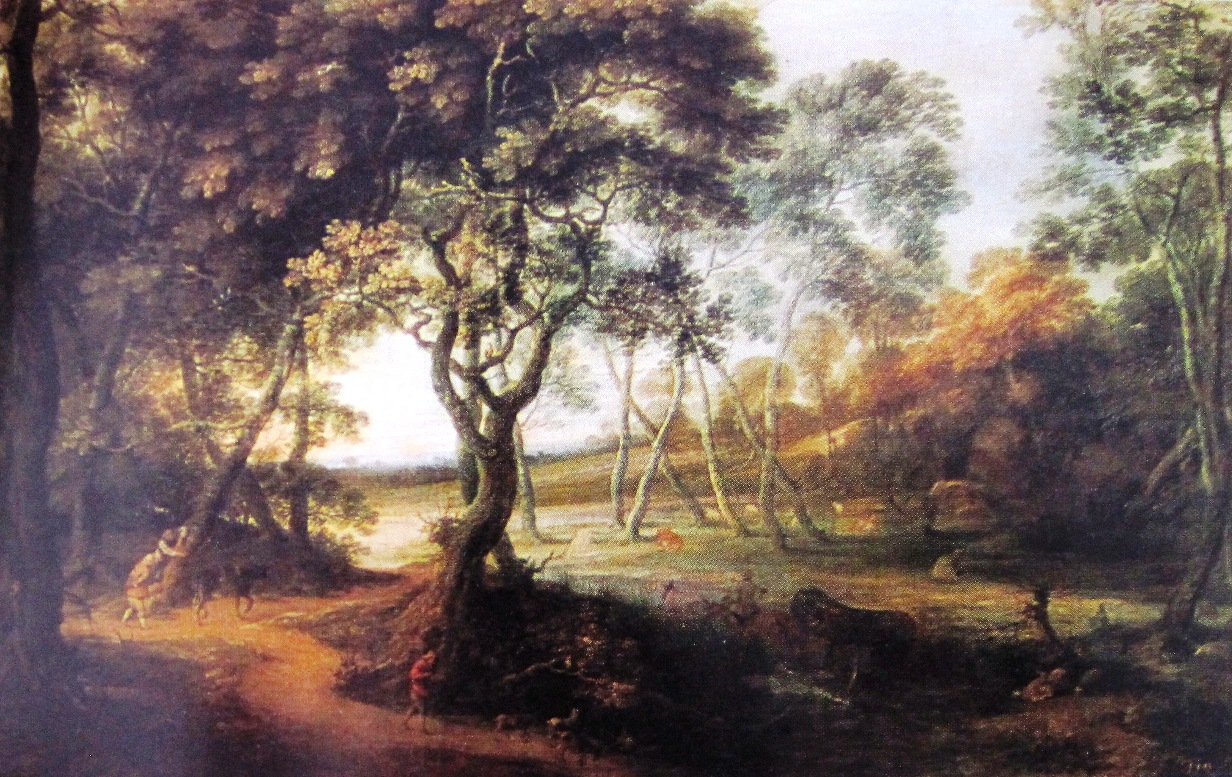
Pieter Snayers: Táj
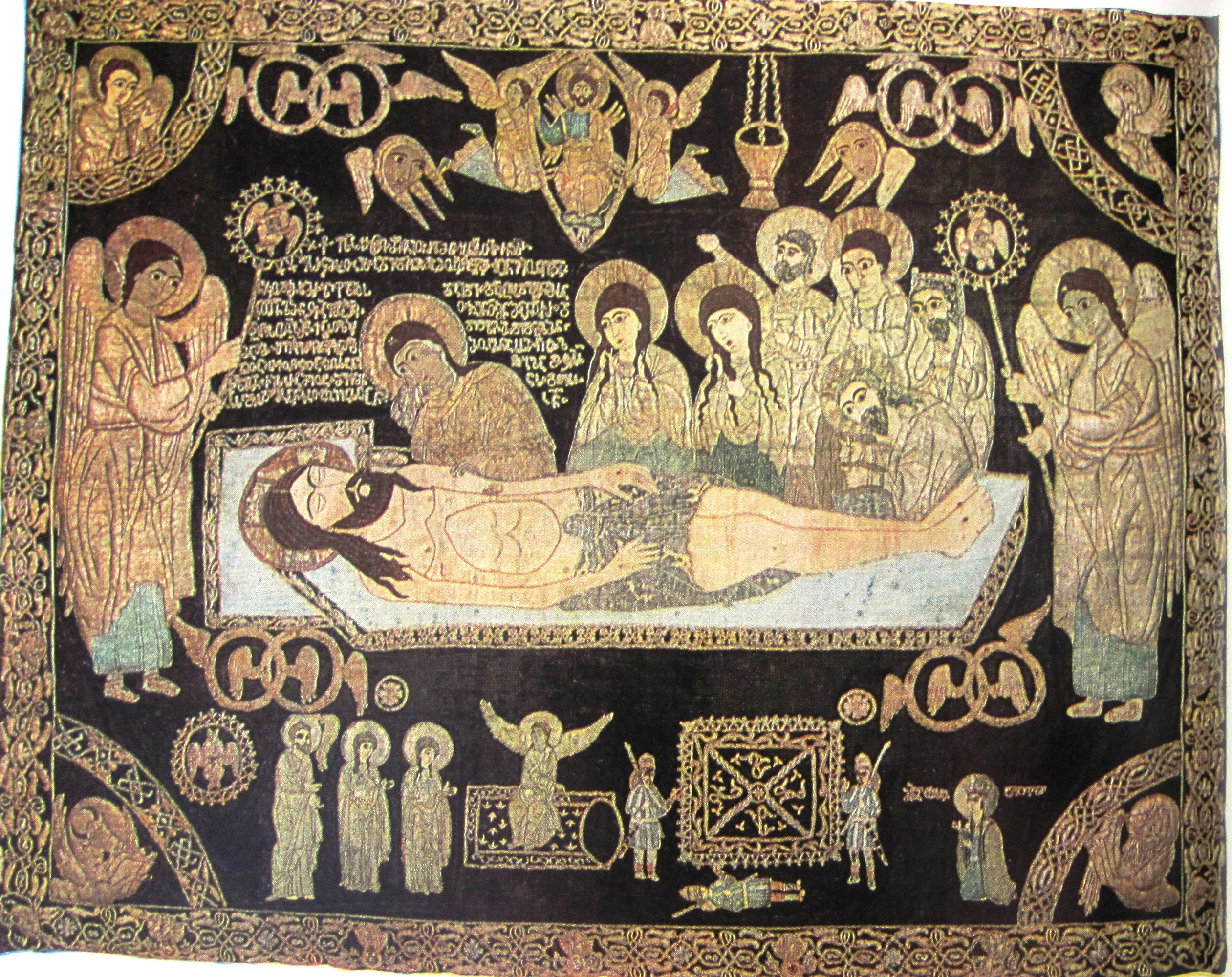
Krisztus síremléke, 17. századi hímzés
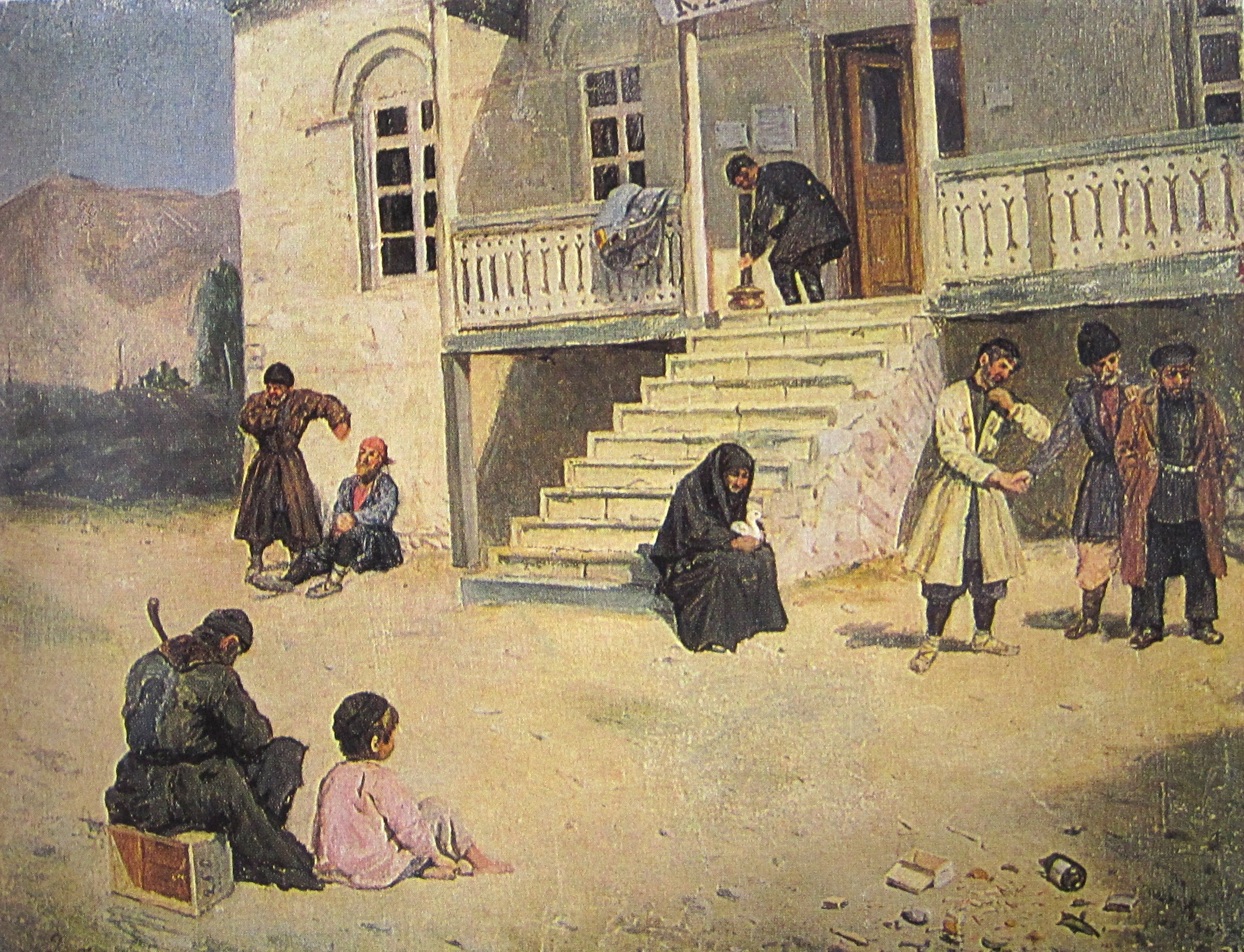
Alekszandre Mrevlisvili: A községházánál

## Fordítás
- Ez a szócikk részben vagy egészben  az   Art Museum of Georgia című angol Wikipédia-szócikk ezen változatának fordításán alapul.  Az eredeti cikk szerkesztőit annak laptörténete sorolja fel. Ez a jelzés csupán a megfogalmazás eredetét és a szerzői jogokat jelzi, nem szolgál a cikkben szereplő információk forrásmegjelöléseként.